# Фэй Сюэцин
Фэй Сюэци́н (кит. упр. 费学清, пиньинь Fei Xueqing; род. 4 мая 2002, Гуйчжоу) — китайский кёрлингист.
В составе мужской сборной Китая участник чемпионата мира 2025, чемпион Панконтинентального чемпионата (2024), бронзовый призёр зимних Азиатских игр 2025. В составе юниорской мужской сборной Китая чемпион мира (2023).
В «классическом» кёрлинге (команда из четырёх человек одного пола) в основном играет на позициях третьего и четвёртого.

## Достижения
- Панконтинентальный чемпионат по кёрлингу: золото (2024).
- Зимние Азиатские игры
  - мужчины: бронза (2025);
- Чемпионат мира по кёрлингу среди юниоров: золото (2023).

## Команды
| Сезон   | Четвёртый  | Третий       | Второй    | Первый      | Запасной                               | Тренер                                     | Турниры                                 |
| ------- | ---------- | ------------ | --------- | ----------- | -------------------------------------- | ------------------------------------------ | --------------------------------------- |
| 2022—23 | Фэй Сюэцин | Guan Tianqui | Ли Чжичао | Xie Xingyin | Ye Jianjun                             | Сюй Сяомин                                 | ЧМЮ 2023                                |
| 2023—24 | Фэй Сюэцин | Guan Tianqui | Ли Чжичао | Xie Xingyin | Ye Jianjun                             | Сюй Сяомин                                 |                                         |
| 2024—25 | Фэй Сюэцин | Tian Yu      | Ли Чжичао | Ye Jianjun  |                                        | Сюй Сяомин                                 |                                         |
| 2024—25 | Сюй Сяомин | Фэй Сюэцин   | Ван Чжиюй | Ли Чжичао   | Ye Jianjun (ПКЧ, ЗАИ), Yang Bohao (ЧМ) | Тань Вэйдун (ПКЧ, ЗАИ, ЧМ), Чжоу Янь (ЗАИ) | ПКЧ 2024 · ЗАИ 2025 · ЧМ 2025 (4 место) |

(скипы выделены полужирным шрифтом)

## Частная жизнь
Не женат.
Начал заниматься кёрлингом в 2016 году, в возрасте 15 лет.